# Елена из Лаурино
Елена (VI век) — святая отшельница из Лаурино. Дни памяти — 20 апреля, 22 мая, 18 августа и 29 июня.
Считаетмя, что святая Елена родилась в Лаурино. В девичестве она удалилась в пещеру, расположенную в восьми километрах от города, неподалёку от Пруно (Pruno), где подвизалась в течение 21 года до своей кончины, прибл. до 530 года. Тело святой было сначала перенесено в Пестум. Позже оно было передано сначала Маргарите, родственнице Карла II Анжуйского, затем Элеазарию из Сабрано, князю арианскому, перенёсшему тело в городской собор Ариано-Ирпино. На конец 1622 года мощи почивали в главном алтаре собор в урне из чёрного дерева. В 1822 году Тротто, епископ арианский, передал большую часть мощей в Лаурино. Там, на месте дома святой, был возведён городской храм.
Римский мартиролог описывает святую Елену, как удалившуюся ради Христа в пустынное место и неустанно служившую Богу, помогая верующим и больным. 
Святая Елена почитается покровительницей Лаурино.